# Grand Prix Evropy 2008
Grand Prix Evropy 2008 LII Telefónica Grand Prix of Europe , dvanáctý závod 59. ročníku mistrovství světa vozů Formule 1, historicky již 797. velká cena, se uskutečnila na městském okruhu ve španělské Valencii.

## Průběh závodu

### Grand Prix Evropy
LII Telefónica Grand Prix of Europe
- 24. srpen 2008
- Okruh Valencia Street Circuit
- 797. Grand Prix
- 9. vítězství Felipe Massi
- 207. vítězství pro Ferrari
- 97. vítězství pro Brazílie
- 75. vítězství pro vůz se startovním číslem 2

## Výsledky
- P. Jezdec Tým Kola Čas
- 1. Felipe Massa, Ferrari,57, 1:35:32,339 h
- 2. Lewis Hamilton, McLaren-Mercedes, 57, +5,6 s
- 3. Robert Kubica, BMW Sauber, 57, +37,3 s
- 4. Heikki Kovalainen, McLaren-Mercedes, 57, +39,7 s
- 5. Jarno Trulli, Toyota, 57, +50,6 s
- 6. Sebastian Vettel, Toro Rosso-Ferrari, 57, +52,6 s
- 7. Timo Glock, Toyota, 57, +1:07,9 min
- 8. Nico Rosberg, Williams-Toyota, 57, +1:11,4 min
- 9. Nick Heidfeld, BMW Sauber, 57, +1:22,1 min
- 10. Sébastien Bourdais, Toro Rosso-Ferrari, 57, +1:29,7 min
- 11. Nelson Piquet, Renault, 57, +1:32,7 min
- 12. Mark Webber, Red Bull-Renault, 56, +1 kolo
- 13. Jenson Button, Honda, 56, +1 kolo
- 14. Giancarlo Fisichella, Force India-Ferrari, 56, +1 kolo
- 15. Kazuki Nakadžima, Williams-Toyota, 56, +1 kolo
- 16. Rubens Barrichello, Honda, 56, +1 kolo
- 17. David Coulthard, Red Bull-Renault, 56, +1 kolo
- Ret. Kimi Räikkönen, Ferrari, 45, motor
- Ret. Adrian Sutil, Force India-Ferrari, 41, nehoda
- Ret. Fernando Alonso, Renault, 0, nehoda

## Nejrychlejší kolo
Felipe Massa - Ferrari F2008- 1:38,708
- 9. nejrychlejší kolo Felipe Massy
- 212. nejrychlejší kolo pro Ferrari
- 79. nejrychlejší kolo pro Brazílii
- 72. nejrychlejší kolo pro vůz se startovním číslem 2

## Zajímavosti
| Pole position | Vítězství     | Nej. kolo     |
| Brazílie      | Brazílie      | Brazílie      |
| Felipe Massa  | Felipe Massa  | Felipe Massa  |
| Ferrari F2008 | Ferrari F2008 | Ferrari F2008 |
| 1:38,989      | 1:35:32,339   | 1:38,708      |
| ------------- | ------------- | ------------- |